# دهن قلعه
دهن قلعه یا گوشکو علیا نام روستایی از توابع بخش انابد شهرستان بردسکن در استان خراسان رضوی است. این روستا در دهستان درونه قرار دارد و برپایهٔ سرشماری سال ۱۳۸۵ جمعیت آن ۱۶ نفر (۴ خانوار) بوده است. از جاذبه‌های گردشگری آن می‌توان به قلعه دختر اشاره نمود.

## سد دهن قلعه
سد دهن قلعه، یک سد ذخیره‌ای-تغذیه‌ای و از نوع خاکی همگن با هسته رسی می‌باشد. این سد در نزدیکی روستای دهن قلعه می‌باشد. هدف از ایجاد این سد، بررسی جامع و کامل گزینه‌های مختلف بهره‌برداری بهینه از سیلاب‌های رودخانه دهن قلعه از طریق مهار سیلاب و ذخیره آن به منظور تغذیه سفره‌های آب زیرزمینی دشت پایین‌دست در درجه اول و سایر بهره‌برداری‌های ممکن آب استحصالی در درجات بعد می‌باشد.